# Nebulosa Tulipano
La Nebulosa Tulipano (nota anche come Sh2-101) è una nebulosa a emissione visibile nella costellazione del Cigno.
Si individua nella parte centro-meridionale della costellazione, al centro di un tratto della Via Lattea molto luminoso e ricco di campi stellari; si trova circa 45' a nordest della stella η Cygni e si estende per una ventina di primi in senso NE-SW. Possiede una forma allungata e irregolare; il periodo migliore per la sua osservazione nel cielo serale ricade fra i mesi di giugno e novembre.
Si tratta di una grande regione H II situata sul tratto iniziale del Braccio di Orione a circa 2700 parsec (8750 anni luce) di distanza dal sistema solare, al di là del grande complesso nebuloso di Cygnus X, dal quale disterebbe non più di 500 parsec. Tale distanza coincide con quella stimata per l'associazione OB Cygnus OB3, che contiene una trentina di stelle massicce delle prime classi spettrali con un'età di circa 8,3 milioni di anni. Si ritiene che la sorgente della radiazione ionizzante i gas della nebulosa sia la stella HD 227018, una gigante blu di classe O6.5III e una magnitudine apparente pari a 9,01. Secondo il catalogo Avedisova la nebulosa ospiterebbe alcuni fenomeni attivi di formazione stellare, come sarebbe testimoniato dalla presenza di quattro sorgenti di radiazione infrarossa riportate sul catalogo dell'IRAS: IRAS 19581+3504, IRAS 19579+3509, IRAS 19584+3506 e IRAS 19584+3515, oltre ad alcune sorgenti di onde radio.